# Ida Nyrop Ludvigsen
Ida Nyrop Ludvigsen (født 1927, død 1973) var en dansk forfatter og oversætter, født og opvokset i en Gentofte-familie som den ældste af to børn. Hendes forældre Karen Nyrop (mag.art) og Anders Carl Christensen (mag.art), underviste i mange år DR's radiolyttere i fransk siden begyndelsen i 1926.
Som 14-årig mistede Ida sin far, men moderen, Karen, fortsatte den populære sprogundervisning i radioen frem til 1953 og forsørgede sin familie som oversætter af klassisk og moderne fransk litteratur.
Ida Nyrop Ludvigsen blev i 1946 gift med Holger Ludvigsen (1925–2008) og fik aldrig afsluttet sit universitetsstudie i litteratur, men blev i stedet hjemmegående mor til fem børn. Blandt disse børn er forfatter og journalist Jacob Ludvigsen (1947-2017) som var én af grundlæggerne af fristaden Christiania på Christianshavn. Efter 13 år som husmor, fik hun arbejde på Det Kongelige Bibliotek i København og begyndte at udgive noveller, artikler og skrive anmeldelser samt en enkelt digtsamling kaldet Modsat (1966). På samme tid startede hun som professionel oversætter af engelske tekster til dansk.
Hendes mest kendte tolkning mellem engelsk og dansk, er oversættelserne af J. R. R. Tolkiens bøger. Ludvigsens oversættelse af Ringenes Herre og Hobbitten  (i perioden 1968-1972), var den første sprogtolkning der benyttede Tolkiens Guide to the Names in The Lord of the Rings for oversættere.
Ida Nyrop Ludvigsen var desuden gennem mange år aktiv i offentligheden, bl.a. som medlem af Radiorådet (DR).